# Бенин на летних Олимпийских играх 2016
Бенин на летних Олимпийских играх 2016 года был представлен 6 спортсменами в 4 видах спорта. Знаменосцем сборной Бенина, как на церемонии открытия Игр, так и на церемонии закрытия был фехтовальщик Йеми Апити. По итогам соревнований сборная Бенина, принимавшая участие в своих одиннадцатых летних Олимпийских играх, вновь осталась без медалей.
Сборную Бенина сформировали Федерация плавания Бенина, Федерация дзюдо Бенина, Легкоатлетическая федерация Бенина, Федерация фехтования Бенина (FEDERATION BENINOISE D’ESCRIME).

## Состав сборной

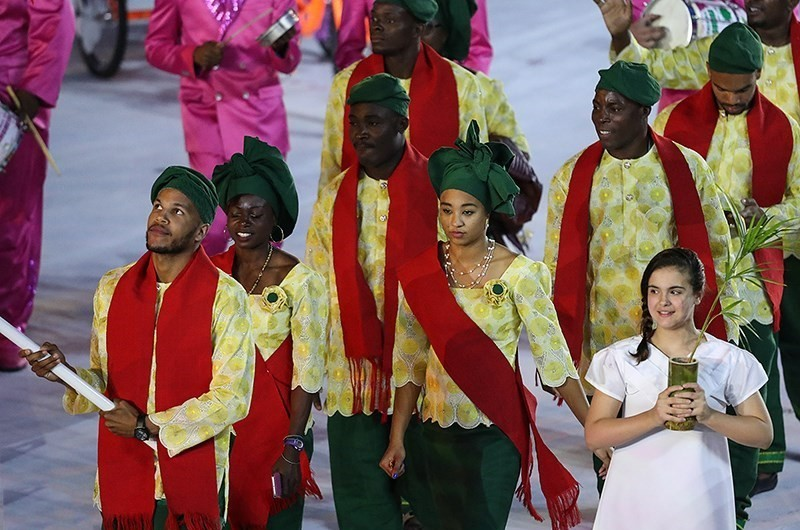
Спортсмены Бенина во время парада наций на церемонии открытия Олимпийских игр

Дзюдо
1. Селтус Доссу Йово

 Лёгкая атлетика
1. Дидье Кики
2. Ноэли Яриго

 Плавание
1. Жюль Яо Бессан
2. Лараиба Сейбу

 Фехтование
1. Йеми Джоффри Апити

## Результаты соревнований

### Водные виды спорта

#### Плавание
В следующий раунд на каждой дистанции проходят спортсмены, показавшие лучший результат, независимо от места, занятого в своём заплыве.
Мужчины
| Дистанция                | Спортсмены     | Предварительный раунд | Предварительный раунд | Предварительный раунд | Полуфинал            | Полуфинал            | Полуфинал            | Финал                | Финал                |
| Дистанция                | Спортсмены     | Заплыв                | Результат             | Место                 | Заплыв               | Результат            | Место                | Результат            | Место                |
| ------------------------ | -------------- | --------------------- | --------------------- | --------------------- | -------------------- | -------------------- | -------------------- | -------------------- | -------------------- |
| 50 метров вольным стилем | Жюль Яо Бессан | 3                     | 27,32                 | 77                    | Завершил выступление | Завершил выступление | Завершил выступление | Завершил выступление | Завершил выступление |

Женщины
| Дистанция                | Спортсмены    | Предварительный раунд | Предварительный раунд | Предварительный раунд | Полуфинал            | Полуфинал            | Полуфинал            | Финал                | Финал                |
| Дистанция                | Спортсмены    | Заплыв                | Результат             | Место                 | Заплыв               | Результат            | Место                | Результат            | Место                |
| ------------------------ | ------------- | --------------------- | --------------------- | --------------------- | -------------------- | -------------------- | -------------------- | -------------------- | -------------------- |
| 50 метров вольным стилем | Лараиба Сейбу | 2                     | 33,01                 | 77                    | Завершил выступление | Завершил выступление | Завершил выступление | Завершил выступление | Завершил выступление |

### Дзюдо
Соревнования по дзюдо проводились по системе с выбыванием. В утешительные раунды попадали спортсмены, проигравшие полуфиналистам турнира. Два спортсмена, одержавших победу в утешительном раунде, в поединке за бронзу сражались с дзюдоистами, проигравшими в полуфинале.
Мужчины
| Категория | Спортсмены        | 1/32 финала        | 1/16 финала          | 1/8 финала            | Четвертьфинал        | Полуфинал            | Финал                | Место |
| Категория | Спортсмены        | Соперник Результат | Соперник Результат   | Соперник Результат    | Соперник Результат   | Соперник Результат   | Соперник Результат   | Место |
| --------- | ----------------- | ------------------ | -------------------- | --------------------- | -------------------- | -------------------- | -------------------- | ----- |
| до 90 кг  | Селтус Доссу Йово | не участвовал      | PORС. Диаш В 100:001 | SWEМ. Нюман П 000:100 | завершил выступление | завершил выступление | завершил выступление | 9     |

### Лёгкая атлетика
Мужчины
Беговые дисциплины
| Дисциплина        | Спортсмен  | Предварительный раунд | Предварительный раунд | Предварительный раунд | Четвертьфиналы | Четвертьфиналы | Четвертьфиналы | Полуфиналы | Полуфиналы | Полуфиналы | Финал | Финал |
| Дисциплина        | Спортсмен  | Забег                 | Время                 | Место                 | Забег          | Время          | Место          | Забег      | Время      | Место      | Время | Место |
| ----------------- | ---------- | --------------------- | --------------------- | --------------------- | -------------- | -------------- | -------------- | ---------- | ---------- | ---------- | ----- | ----- |
| бег на 200 метров | Дидье Кики |                       |                       |                       |                |                |                |            |            |            |       |       |

Женщины
Беговые дисциплины
| Дисциплина        | Спортсмен   | Предварительный раунд | Предварительный раунд | Предварительный раунд | Четвертьфиналы | Четвертьфиналы | Четвертьфиналы | Полуфиналы | Полуфиналы | Полуфиналы | Финал | Финал |
| Дисциплина        | Спортсмен   | Забег                 | Время                 | Место                 | Забег          | Время          | Место          | Забег      | Время      | Место      | Время | Место |
| ----------------- | ----------- | --------------------- | --------------------- | --------------------- | -------------- | -------------- | -------------- | ---------- | ---------- | ---------- | ----- | ----- |
| бег на 800 метров | Ноэли Яриго |                       |                       |                       | не проводится  | не проводится  | не проводится  |            |            |            |       |       |

### Фехтование
В индивидуальных соревнованиях спортсмены сражаются три раунда по три минуты, либо до того момента, как один из спортсменов нанесёт 15 уколов. В командных соревнованиях поединок идёт 9 раундов по 3 минуты каждый, либо до 45 уколов. Если по окончании времени в поединке зафиксирован ничейный результат, то назначается дополнительная минута до «золотого» укола.
Мужчины
| Соревнование         | Спортсмены              | 1/32 финала        | 1/16 финала              | 1/8 финала           | Четвертьфинал        | Полуфинал            | Финал                | Место |
| Соревнование         | Спортсмены              | Соперник Результат | Соперник Результат       | Соперник Результат   | Соперник Результат   | Соперник Результат   | Соперник Результат   | Место |
| -------------------- | ----------------------- | ------------------ | ------------------------ | -------------------- | -------------------- | -------------------- | -------------------- | ----- |
| индивидуальная сабля | Йеми Джоффри Апити (26) | не проводится      | GERМ. Хартунг (7) П 9:15 | завершил выступление | завершил выступление | завершил выступление | завершил выступление | 27    |